# 倫敦南岸大學
伦敦南岸大学（London South Bank University，縮寫：LSBU）是一所位於英國倫敦南華克區的公立大學。 创建于1892年，该校始为伯勒理工学院（Borough Polytechnic Institute），1970年和90年代吸收多家學院，在1992年獲得大學資格。

## 课程设置
南岸大学的课程设置颇具灵活性，许多课程具有较强的职业优势，与工业界和其他行业联系紧密。该校的四所学院——提供本科生课程、硕士课程以及研究学位课程——包括商学院、建筑环境学院、工程科学院、医疗与社会保健学院。

## 图书馆及计算机资源
南岸大学拥有两座图书馆：分别位于主校园和建筑环境学院内。专业图书馆包括工程、计算机、教育、科学、商业、以及法律图书馆。校内图书馆共有藏书超过300，000册、期刊超过30，000种。该校新建的学习资源中心于1996年投入使用，其先进程度在全英首屈一指，将该校推向了“信息高速公路”的前沿。此学习资源中心有600个工作站，学生可以通过宽带无线网络与外部的数据库、国际互联网或者联合学术网络联网，从中获取信息。

## 交通指导

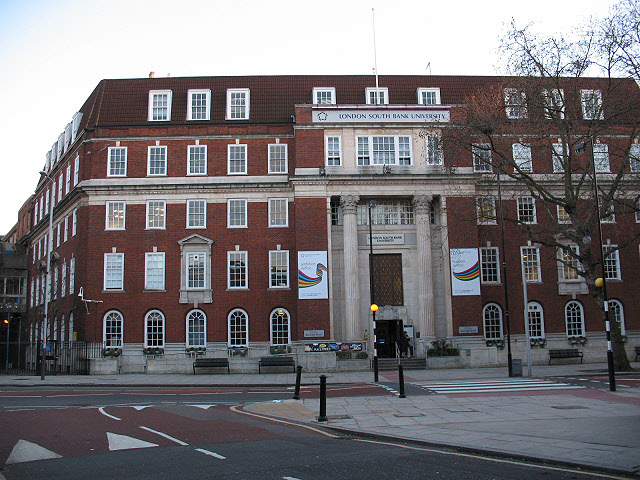
位于伯勒路（Borough Road）的大学校门

学校将在校内为外国留学生安排单人宿舍。共有四个学生宿舍可选择，许多学生宿舍建有个人洗澡间以及电话接头。住宿办公室也可以提供建议，帮助学生在伦敦市中心的交通便捷之处寻找合适的住处。南岸大学现有1100个床位，宿舍距离校园只需步行10分钟路程。所有的宿舍全部为自炊式，而校内亦有许多餐厅以及食品店，供应各种冷热食品。

## 排名及榮譽
倫敦南岸大學的畢業生起始工資水平為全英第六高。 2013年衛報大學指南將其列在119所英國教育機構中的113位。 星期天泰晤士大學指南將之列在122所教育結構中的115位。

## 外部連結
- London South Bank University website （页面存档备份，存于）
- 倫敦南岸大學的X（前Twitter）